# Rectus-diastase

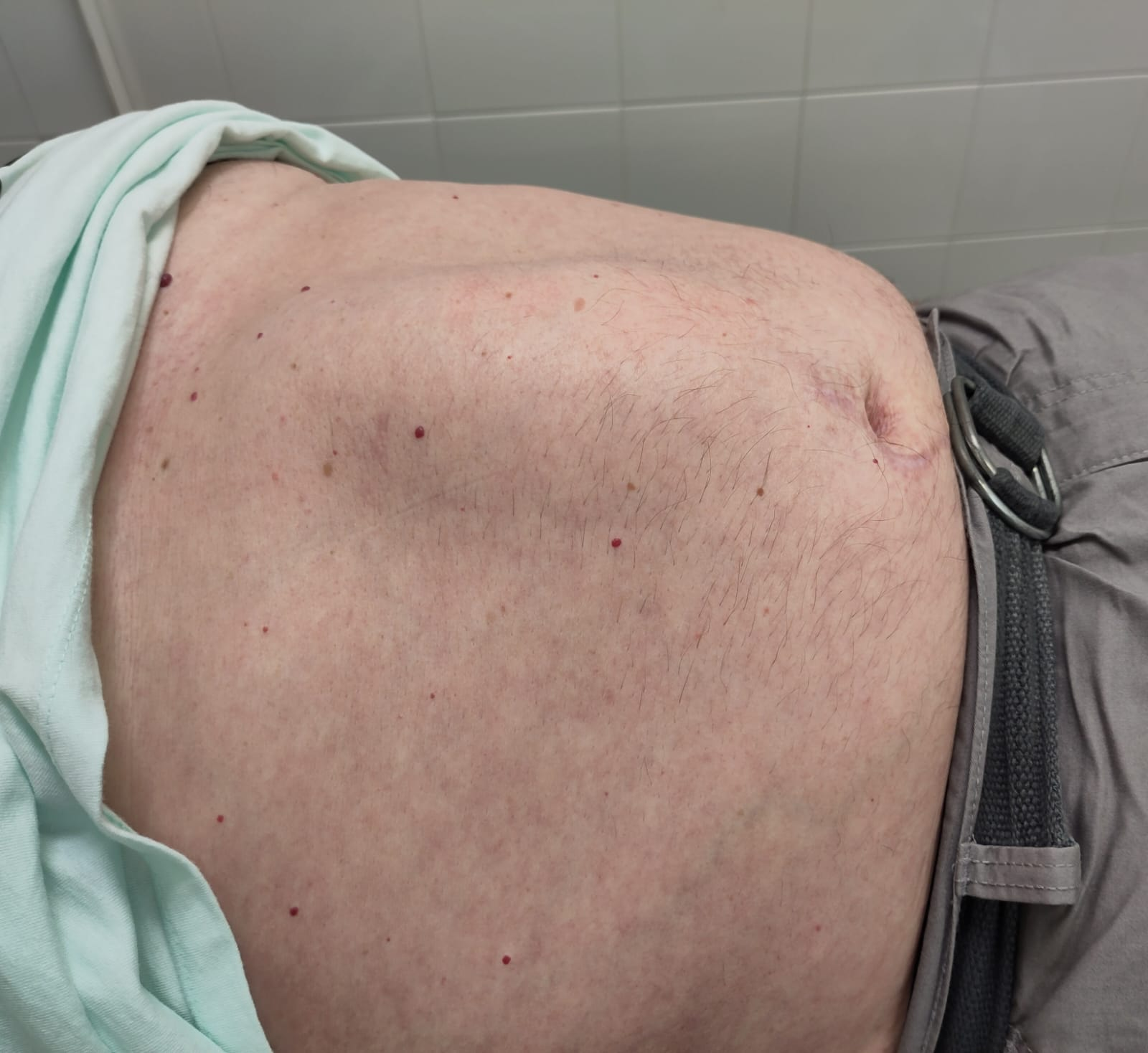

Rectus-diastase is het verschijnsel waarbij de rechte buikspier (musculus rectus abdominis) uiteenwijkt in een linker- en rechterhelft. Normaal komen de twee helften samen in de linea alba abdominis. Het verschijnsel treedt op wanneer door drukverhoging de spierbuikjes t.o.v. elkaar gaan wijken als bij zwangerschap maar ook bij veelvoudig verhoogde druk als bij veel hoesten (COPD-patiënten), mensen met obstipatie en mensen die op de verkeerde wijze zware krachttraining doen. 
Bij zwangeren heeft 100% in het derde trimester een diastase. Het is dan ook geen aandoening maar een normaal fysiologisch verschijnsel welke bij 55% binnen een half jaar post partum weer hersteld is. Na een jaar heeft nog 32% een vergrote diastase = meer dan 2 vingers breed. Indien er sprake is van doming (inkeping) dan wel bulging (uitpuiling) bij verhoogde druk welke niet kan worden gecompenseerd wordt aangeraden naar een gespecialiseerde (bekken-/vrouwen-)fysiotherapeut te gaan. Deze kan middels correcte buikspieroefeningen trachten het stabiliteitssysteem te optimaliseren waardoor de diastase verkleint en er geen functionele problemen zijn.
Of diastase al dan niet in relatie kan worden gebracht met overige functiestoornissen is niet met volle overtuiging te zeggen. Er zijn onderzoeken die beweren dat dit niet het geval is (Bø et al; “Women with diastasis were not more likely to have weaker PFM or more UI or POP.”) maar er zijn er ook die wel verbanden zien. (“Relationship between DRA and musco-sceletal  Dysfunctions, pain and QoL” Benjamin et al.’18. 12 studies bekeken. Resultaten: 
- Studies van slechte kwaliteit.
- Geen significant verband tussen aanwezigheid DRA en LPP (n=5) dan wel UI (n=4)
- Klein verband tussen DRA en POP (n=3)
- >IRD bij DRA zou geassocieerd kunnen worden met gezondheidsgerelateerde QoL (n=2), kracht buikspieren (n=2) en aanwezigheid van rugklachten)

Van belang is bij deze patiëntengroep zodoende altijd goed klinisch te redeneren. 
Onduidelijk is of het doen van reven van de RA eventuele klachten van bekkenbodem dan wel rug wegneemt bij diastase; mogelijk ligt er verkeerde opvang van buikdruk aan ten grondslag en zal er dus op lange termijn recidief op kunnen treden. (hypothetisch, niet gestoeld op wetenschappelijk onderzoek!) 